# Дело рабочего (Красноярск)
«Дело рабочего» — меньшевистская общественно-политическая газета, выходившая в 1917—1918 годах в Красноярске. Орган Енисейского губернского и Красноярского комитетов РСДРП.
Ответственный редактор газеты — В. Матасов.
Газета стала выходить 30 июля 1917 г. после окончательного размежевания губернской организации РСДРП на большевиков и меньшевиков.
После Октябрьской социалистической революции на страницах велась резкая критика большевиков и их «диктатуры», звучали призывы в поддержки Учредительного собрания, с которым они связывали «демократизацию» России. Среди авторов статей был Ф. И. Дан, представлявший «центр» меньшевиков. Среди прочих, публиковались материалы суда над Ю. О. Мартовым.

В мае 1918 г. в газете звучали призывы: 
Требуйте прекращения насилий и расстрелов, требуйте восстановления всех гражданских демократических свобод. 
Да здравствует Учредительное Собрание, истинный выразитель народной воли, да здравствует Демократическая Республика, путь через которую ведет к закреплению завоеваний революции.— Через демократию к социализму!
На следующий день после государственного переворота Колчака призывала к «спокойствию и выдержке», следующий номер вышел со следами цензуры и стал последним.

## Источник
- Электронный архив газеты